# Lego Space

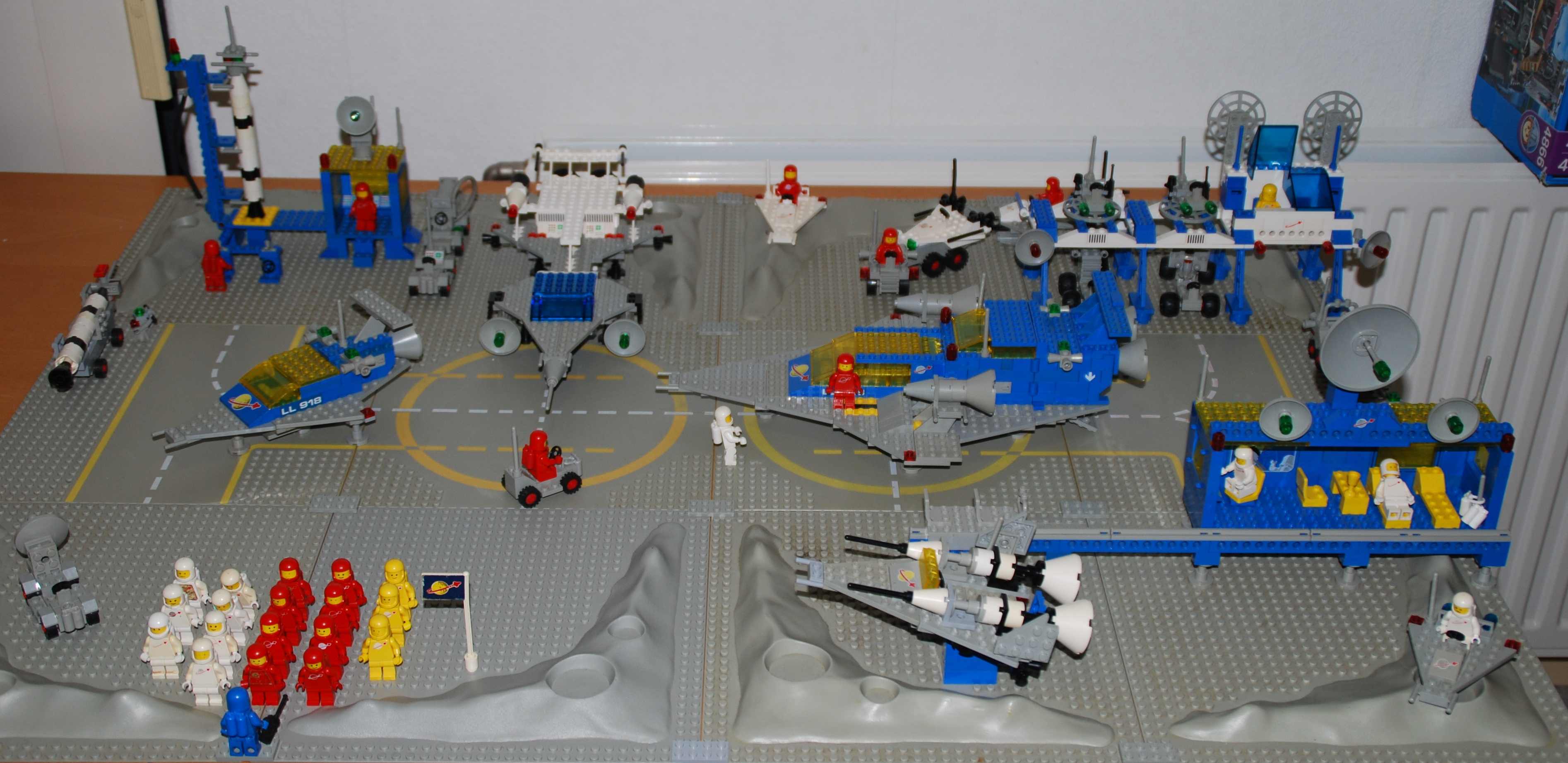
Klassiska Lego Space

Lego Space är en Legoserie som introducerades 1978, och är baserad på rymdfarare och rymdfarkoster. Leksakerna såldes under märket Legoland fram till 1991, då det i stället blev Lego System.

## Tidslinje
| År        | Onda                                      | Civila                                    | Goda                                      |
| --------- | ----------------------------------------- | ----------------------------------------- | ----------------------------------------- |
| 1978–1987 | Classic Space                             | Classic Space                             | Classic Space                             |
| 1987–1988 | Blacktron (I)                             | Futuron                                   |                                           |
| 1989      | Blacktron (I)                             | Futuron                                   | Space Police (I)                          |
| 1990      | Blacktron (II)                            | Futuron / M:Tron                          | Space Police (I)                          |
| 1991      | Blacktron (II)                            | M:Tron                                    | Space Police (I)                          |
| 1992      | Blacktron (II)                            | M:Tron                                    | Space Police (II)                         |
| 1993      | Blacktron (II)                            | Ice Planet 2002                           | Space Police (II)                         |
| 1994–1995 | Spyrius                                   | Ice Planet 2002                           | Unitron                                   |
| 1996      | Spyrius                                   | Exploriens                                | Unitron                                   |
| 1997      | UFO                                       | Exploriens                                | Roboforce                                 |
| 1998      | UFO                                       | Insectoids                                | Roboforce                                 |
| 1999–2000 |                                           | Insectoids                                |                                           |
| 2002–2006 | Serien gjorde uppehåll för Lego Star Wars | Serien gjorde uppehåll för Lego Star Wars | Serien gjorde uppehåll för Lego Star Wars |
| 2009–2010 | Space Police (III)                        | Space Police (III)                        | Space Police (III)                        |
| 2011      | Alien Conquest                            | Alien Conquest                            | Alien Conquest                            |
| 2011      | Lego City Space                           | Lego City Space                           | Lego City Space                           |